# Valtická horečka

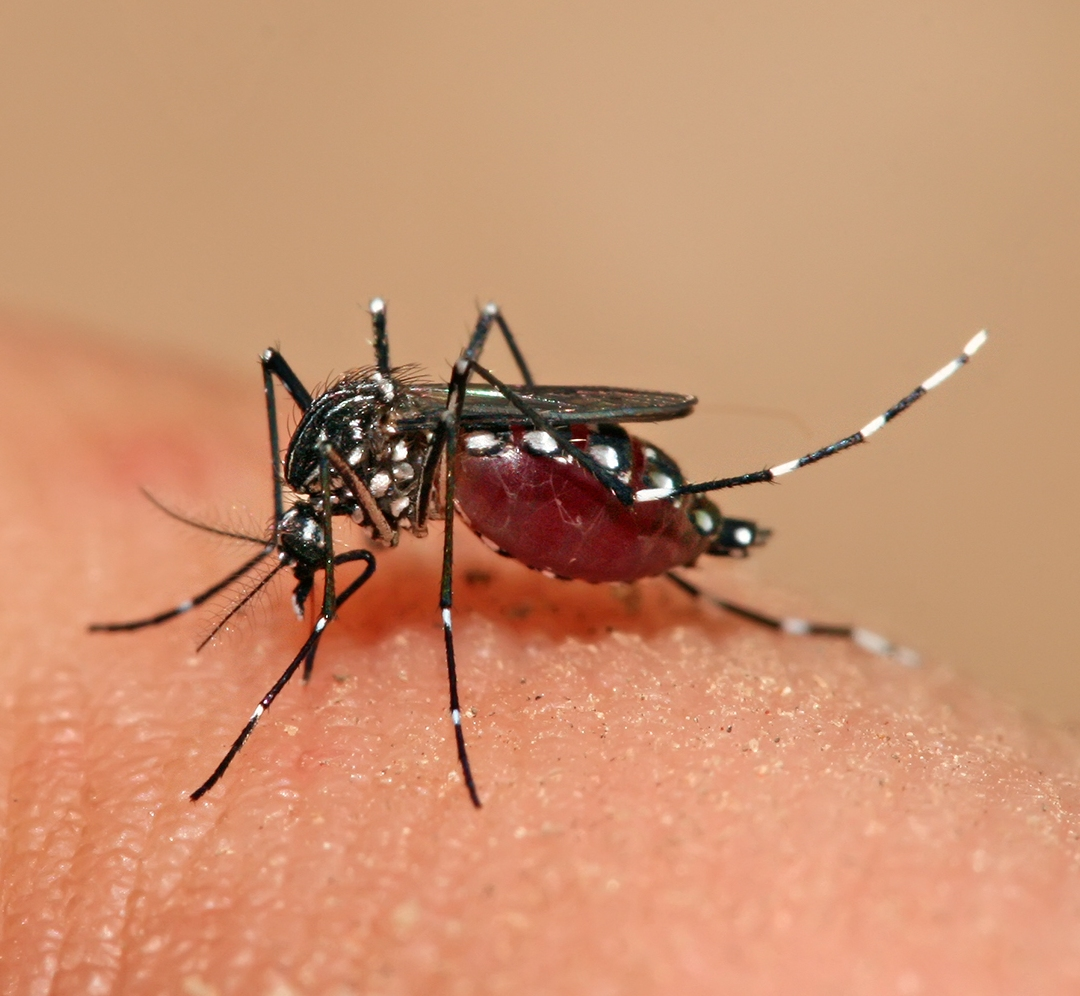
Komár rodu Aedes – v tomto případě nikoliv Aedes vexans, ale jiný druh tohoto rodu

Valtická horečka je virové onemocnění, které je způsobeno virem Ťahyňa (TAHV). U lidí bylo onemocnění TAHV prokázáno v roce 1960 v okolí Valtic na Břeclavsku. Vir je přenášen komáry z rodu Aedes, hlavně Aedes vexans.

## Charakteristika onemocnění
Jedná se o onemocnění podobné chřipce, které se vyskytuje v létě a brzy na podzim hlavně u dětí. Je charakteristické náhlým začátkem horečky, která trvá 3–5 dní, bolestí hlavy, pocitem neklidu, konjunktivitidou, faryngitidou, myalgií, dále zvracením, gastrointestinálními potížemi, nechutenstvím a příležitostně také meningitidou nebo jinými známkami postižení centrální nervové soustavy, někdy bronchopneumonií.
Výzkumy ukázaly, že mnozí lidé nad 50 let z oblasti Valticka mají v krvi proti této nákaze protilátky. Je to doklad o tom, že se nákaza v regionu objevovala v době, kdy nebyla řeka Dyje ještě regulovaná.

## Léčba
Lze ji léčit paralenem, odpočinkem a dostatečným přísunem tekutin. Pouze pokud má horečku kojenec nebo batole nebo když se teplota přiblíží devětatřiceti stupňům, je vhodné zajít k lékaři.